# Gymnelia abdominalis
Gymnelia abdominalis là một loài bướm đêm thuộc phân họ Arctiinae, họ Erebidae.